# Cinque giorni da casa
Cinque giorni da casa (Five Days from Home) è un film del 1979 diretto da George Peppard. Il film è conosciuto in Italia anche con il titolo Cinque giorni ancora. Il film non è uscito nei cinema italiani. Era infatti inedito fino al 1987, allorché uscì doppiato e con un titolo italiano sugli schermi di Rete 4. Il doppiaggio e la traduzione del titolo sono probabilmente postumi.
È un film drammatico statunitense con Sherry Boucher, Neville Brand e Victor Campos.

## Trama
Un ex poliziotto, T.M. Pryor, accusato di aver ucciso l'amante della moglie, evade da un penitenziario della Louisiana, dove sta scontando una condanna a sei anni, pochi giorni prima di Natale, colpendo una guardia carceraria, nonostante la sua udienza per la libertà vigilata sia solo  tra due settimane, per andare al capezzale del figlio di un anno gravemente ferito in un incidente d'auto. Alla radio apprende che qualcuno ha ucciso la guardia carceraria che ha cercato di impedire la sua fuga dal carcere prima di raggiungere il figlio ricoverato in ospedale a Los Angeles in California.

## Produzione
Il film, diretto da George Peppard su una sceneggiatura di William Moore, fu prodotto dallo stesso Peppard per la Long Rifle Productions e girato nel Nuovo Messico, in California e in Luisiana

## Distribuzione
Il film fu distribuito con il titolo Five Days from Home negli Stati Uniti nel gennaio del 1979 (première a Los Angeles il 9 marzo) al cinema dalla Universal Pictures.
Altre distribuzioni:
- in Colombia il 26 aprile 1979 (El fugitivo)
- nelle Filippine il 18 settembre 1979 (Special Magnum.357)
- in Danimarca il 12 settembre 1980 (Fang den strisser)
- in Spagna (Con la justicia en los talones)
- in Finlandia (T. M. Pryor - murhasta syytetty)
- in Grecia (5 meres meta tin apodrasi)
- in Grecia (Oplismenos ki epikindynos)
- in Italia (Cinque giorni ancora)
- in Germania Ovest (Fünf Tage bis nach hause)

## Critica
Secondo il Morandini "le intenzioni sono buone". Secondo Leonard Maltin è un "film dalle buone intenzioni, ma poco verosimile".

## Promozione
La tagline è: A Gentle Man. A Desperate Man. He only wants to be with his critically ill son. To get to him, he has to put his life on the line. And his only help is a beagle puppy who isn't even housebroken.